# Mel do Ribatejo Norte
O Mel do Ribatejo Norte DOP é um produto de origem portuguesa com Denominação de Origem Protegida pela União Europeia (UE) desde 21 de junho de 1996.

## Agrupamento gestor
O agrupamento gestor da denominação de origem protegida "Mel do Ribatejo Norte" é a Associação de Apicultores da Região de Leiria.